# Бекрукс
Бекрукс, також Мімоза (Бета Південного Хреста; β Cru / β Crucis / Beta Crucis) — друга за яскравістю зірка сузір'я Південний Хрест (після Альфи Південного Хреста) і дев'ятнадцята за яскравістю зірка в нічному небі. Власне ім'я Бекрукс складено з позначення Баєра β та латинської назви сузір'я Crux.
Знаходиться на відстані 280 світлових років від Сонця.
У 1957 році німецький астроном Вульф-Дітер Хайнц виявив, що Бекрукс — спектрально-подвійна зірка з компонентами, які знаходяться надто близько, щоб розгледіти їх за допомогою телескопа.
Основний компонент β Cru A є масивною змінною зіркою класу Бета-цефеїди. Її маса в 16 разів більша за сонячну, і температура поверхні 27 000 K.
У 2021 році було опубліковано уточнені дані щодо зірки, спільно отримані астрономами Австралії, Сполучених Штатів та Європи на основі 13-річних спостережень. За даними її маса дорівнює 14,5±0,5 маси Сонця, вік близько 11 мільйонів років, а конвективне ядро становить ~28 % усієї маси.
Результат був отриманий шляхом поєднання вимірювань, проведених на основі астросейсмології, вивчення регулярних рухів зірки та поляриметрії (вимірювання орієнтації поляризації світла). Зокрема, астросейсмологічні виміри ґрунтувалися на реєстрації сейсмічних хвиль, що відображаються всередині зірки і викликають зміни в поляризації світла. Зважаючи на дещицю ефекту в Університеті Нового Південного Уельсу (UNSW) був спеціально побудований рекордний поляриметр, встановлений в обсерваторіях Сайдінг-Спрінг та Пенріт Університету Західного Сіднею. Також використовувалися космічні вимірювання інтенсивності світла з супутників НАСА WIRE та TESS та 13-річна наземна спектроскопія високої роздільної здатності Європейської Південної обсерваторії, що в сукупності забезпечило отримання нових даних. На сьогоднішній день це найпотужніша зірка, чий вік вдалося визначити на основі астросейсмології.
Детально дослідження були опубліковані в журналі Nature Astronomy.
Зірка зображена на прапорах Австралії, Бразилії, Нової Зеландії, Папуа — Нової Гвінеї та Самоа.